# Pier Carlo Leoni
Il conte Pier Carlo Leoni (Padova, 29 gennaio 1812 – Padova, 13 luglio 1874) è stato uno storico ed epigrafista italiano.

## Biografia
È ricordato soprattutto per le numerose iscrizioni murarie che fece distribuire in tutta Padova. Tali lapidi, ispirate al gusto romantico per il Medioevo, si caratterizzano più per prosopopea e magniloquenza che per precisione storica. Le targhe patavine inattendibili dettate da Carlo Leoni lo resero bersaglio di una satira dello scrittore antirisorgimentale padovano Alessio De Besi (1842-1893) che lo definì: «quel signor Conte, che va tuttogiorno inleonando le antenoree mura».